# Джэксон (округ, Огайо)
Округ Джэксон (англ. Jackson County) располагается в США, штате Огайо. По состоянию на 2000 год, численность населения составляла 32 641 человек. Был основан 1 марта 1816 года, получил своё название в честь седьмого президента США Эндрю Джексона.

## География
По данным Бюро переписи США, общая площадь округа равняется 1 092,0 км², из которых 1 089,0 км² суша и 3 км² или 0,29 % это водоёмы.

### Соседние округа
- Винтон (Огайо) — север
- Галлия (Огайо) — восток
- Лоренс (Огайо) — юг
- Сайото (Огайо) — юго-запад
- Пайк (Огайо) — запад
- Росс (Огайо) — северо-запад

## Демография
По данным переписи населения 2000 года в округе проживает 32 641 жителей в составе 12 619 домашних хозяйств и 9 136 семей. Плотность населения составляет 30 человек на км². На территории округа насчитывается 13 909 жилых строений, при плотности застройки 13 строений на км². Расовый состав населения: белые — 97,89 %, афроамериканцы — 0,59 %, коренные американцы (индейцы) — 0,34 %, азиаты — 0,17 %, гавайцы — 0,02 %, представители других рас — 0,16 %, представители двух или более рас — 0,82 %. Испаноязычные составляли 0,60 % населения независимо от расы.
В составе 34,50 % из общего числа домашних хозяйств проживают дети в возрасте до 18 лет, 55,40 % домашних хозяйств представляют собой супружеские пары проживающие вместе, 12,00 % домашних хозяйств представляют собой одиноких женщин без супруга, 27,60 % домашних хозяйств не имеют отношения к семьям, 24,00 % домашних хозяйств состоят из одного человека, 10,50 % домашних хозяйств состоят из престарелых (65 лет и старше), проживающих в одиночестве. Средний размер домашнего хозяйства составляет 2,55 человека, и средний размер семьи 3,00 человека.
Возрастной состав округа: 26,00 % моложе 18 лет, 8,7 % от 18 до 24, 28,70 % от 25 до 44, 23,0 % от 45 до 64 и 13,60 % от 65 и старше. Средний возраст жителя округа 36 лет. На каждые 100 женщин приходится 93,2 мужчин. На каждые 100 женщин старше 18 лет приходится 89,9 мужчин.
Средний доход на домохозяйство в округе составлял 30 661 долларов, на семью — 36 022 долларов. Среднестатистический заработок мужчины был 30 651 долларов против 21 546 долларов для женщины. Доход на душу населения составлял 14 789 долларов. Около 13,60 % семей и 16,5 % общего населения находились ниже черты бедности, в том числе — 20,3 % молодежи (тех кому ещё не исполнилось 18 лет) и 16,1 % тех кому было уже больше 65 лет.